# 67. nordlige breddekreds
Den 67. nordlige breddekreds (eller 67 grader nordlig bredde) er en breddekreds, der ligger 67 grader nord for ækvator. Den løber gennem Atlanterhavet, Europa, Asien og Nordamerika.